# Stališče
Stališča so celote prepričanj, vrednostnih ocen in čustev v odnosu do različnih socialnih situacij in objektov, ki delujejo kot trajna pripravljenost za določen način vedenja.